# 돈대
돈대(墩臺)는 성곽 시설의 하나이다.
평지에 있는 성에서는 보통 가장 높은 평지에 높게 축조했으며, 해안에 있는 성에서는 적들이 침입하기 쉬운 요충지에 주로 설치했다. 외부는 성곽으로 축조되어 있으나 보통 내부에는 군사 시설이 들어서서 포를 쏘거나 사방을 볼 수 있게 만들었다.

## 같이 보기
- 공심돈 - 화성에 있는 속이 빈 형태의 돈대